# Sonia Livinsgtone
Sonia Livinsgtone   (30 d'abril de 1960) de nacionalitat britànica, és doctora en Psicologia per la Universitat d'Oxford i va ser cap del Departament de Mitjans i Comunicacions de la London School of Economics and Political Science (LSE).

## Biografia
Sonia Livingstone és graduada en Psicologia per la University College London i doctora en Psicologia per la Universitat d'Oxford. La seva tesi doctoral va ser finançada pel Consell d'Investigació Econòmic i Social i va abordar el "coneixement social i l'estructura de programa en representacions de caràcters televisius". El 1990, Sonia Livingstone va entrar a la London School of Economics (LSE) al Departament de Psicologia Social com a professora ajudant. Des de 2003 és professora al Departament de Mitjans de Comunicació i Comunicacions a la LSE.
Ha estat professora visitant a les Universitats de Bergen, Copenhaguen, Harvard, Illinois, Milà, París II, i Estocolm. Forma part de consells editorials de diverses revistes de referència als seus àmbits de recerca. De 2007 a 2008, va ser Presidenta de la International Communication Association (ICA).
El seu àmbit de recerca principal ha estat la infància, els mitjans de comunicació i Internet. Livingstone dirigeix la xarxa internacional de recerca EU Kids Online. El seu objectiu és millorar el coneixement de les oportunitats, els riscos i la seguretat en línia dels nens europeus. Utilitza múltiples mètodes per mapejar l'experiència d'Internet de la infància i la família, en diàleg amb agents polítics nacionals i europeus.

## Obra
És autora o coautora d'una vintena de llibres i més d'un centenar d'articles científics i capítols acadèmics. Entre els seus llibres més coneguts estan "Making Sense of Television, Young People and New Media", "Children and their Changing Media Environment" i "The Class: Living and Learning in the Digital Age".
Els llibres més destacats dedicats a la investigació dels mitjans i els joves, hi ha Young people and new media: childhood and the changing media (Sage, Londres, 2002) i l'editat juntament amb Moira Bowill, titulat Children and their Changing Media Environment: A European Comparative Study (Hillsdale, NJ: Lawrence Erlbaum Associates, 2002).
Aquest darrer treball va ser el resultat d'una investigació a diferents països europeus, dirigida per la professora Sonia Livingstone, les conclusions del qual relatives als nens i joves europeus han aparegut en diferents llibres i articles publicats en anglès i en diferents idiomes europeus, inclòs l'espanyol .
El treball va tenir dues fases:
Una qualitativa, amb grups de discussió de nens i joves (8-16 anys), entrevistes en profunditat a nens (6-7 anys), pares, mares i professors responsables de sales informàtiques a col·legis públics i privats a Europa.
L' altra quantitativa, que va consistir en més de 14.000 enquestes dutes a terme a tot Europa, amb nens i joves de 6 a 16 anys.
Aquesta investigació es va emmarcar en un projecte internacional que es va dur a terme a Alemanya, la Gran Bretanya, França, Espanya, Itàlia, Holanda, Suïssa, Finlàndia, Bèlgica, Suècia, Dinamarca i Israel, titulat "Children, Young People and the Changing Media Environment", amb el finançament de la Broadcasting Standards Commission, la Direcció General XXII de la Unió Europea, i l'European Science Foundation.

## Projectes de recerca seleccionats

### UK Children Go Online: Emerging Opportunities and Dangers
El projecte UK Children Go Online: Emerging Opportunities and Dangers (Infants de Regne Unit Connectats a la Xarxa: Oportunitats Emergents i Perills) va investigar l'ús d'internet de persones de 9 a 19 anys a través d'entrevistes qualitatives amb pares i fills. Tenint en compte aspectes com edat, nivell socioeconòmic, gènere i altres dades demogràfiques, l'estudi va arribar a la comprensió de problemes relacionats amb (i) l'accés a internet; (ii) la naturalesa de l'ús d'internet; (iii) inequitats i la bretxa digital; (iv) educació, aprenentatge i alfabetisme; (v) comunicació; (vi) participació; (vii) diversos riscs associats amb l'internet i el balanç d'aquests; i (viii) regulació de l'ús d'internet a casa.

### EU Kids Online I
EU Kids Online I (Infants Europeus a la Xarxa I) (2006-2009) va ser un projecte de recerca europeu focalitzat en problemes culturals, contextuals i de perills en l'ús d'internet segur d'infants que va ser fundat per la European Commission Safer Internet Programme. Va examinar resultats d'investigacions de 21 països europeus (19 membres de la UE, més Islàndia i Noruega) sobre com infants i gent jove fan ús d'internet i de noves tecnologies en línia. L'objectiu era el d'identificar conclusions comparables a través d'Europa i evaluar les influències socials, culturals i reguladores que afectin les oportunitats i riscs a la xarxa, amb respostes d'infants i pares de la mà. Ha traçat data disponible, assenyalat buits i identificat factors que moldejen les capacitats de les institucions de recerca europees.

### EU Kids Online II
EU Kids Online II (Infants Europeus a la Xarxa II) va ser el seguiment del projecte, el qual es va executar entre el 2009 i el 2011. Es va focalitzar en augmentar el coneixement relacionat amb l'ús, el risc i la seguretat d'infants europeus a la xarxa. "Millorar la base del coneixement es coneix com a (i) produir descobriments nous, rellevants, sòlids i comparables en respecte les incidències de risc online entre infants europeus; (ii) assenyalar quins infants es troben el risc particular i per què, examinant els factors de vulnerabilitat (tant a nivell individual com de país); i (iii) examinar les operacions i efectivitat de la regulació de pares i estratègies de conscienciació, i les respostes d'afrontament dels mateixos infants, incloent-hi la seva alfabetització mediàtica. L'estudi ha generat un cos de dades noves substancial – recopilats de manera rigorosa i comparats entre països – sobre l'accés, l'ús, les oportunitats, els riscs i la seguretat de les pràctiques d'infants europeus pel que fa a internet i les tecnologies online. Significativament, els descobriments surten d'entrevistes realitzades directament amb 25.000 infants i els seus pares de 25 països d'Europa.

### EU Kids Online III
EU Kids Online III (Infants Europeus a la Xarxa III) és el seguiment del projecte, el qual es va executar entre el 2011 i el 2014. (i) Identifica tota la recerca disponible, actualitzada i estesa de EU Kids Online accessible de manera pública (afegint sumaris de descobriments recents i incloent tots els estats membres) per assenyalar les fortaleses i els buits en l'evidència base existent; (ii) conduir anàlisis estadístiques amb profunditat de la informació comparativa de EU Kids Online II en resposta a les preguntes emergents de debats de política i recerca, i els publica en una sèrie d'informes de recerca concisos; i (iii) explora maneres noves i creatives de fer recerca en el que significa el risc online per a infants, utilitzant innovacions metodològiques i estratègies tradicionals per a generar descobriments focalitzats i comparatius de qualitat.

### The Class
Sonia Livingston també dirigeix The Class (en curs), un projecte de recerca que examina la barreja emergent d'experiències dins i fora la xarxa d'adolescents en la seva vida diària i d'aprenentatge. Es focalitza en la web fluctuant de xarxa entre parells, que pot tallar amb límits institucionals, valors adults i pràctiques establertes d'aprenentatge i d'oci. En una escola ordinària de Londres, el projecte segueix les xarxes en una sola classe de nens de 13-14 anys a casa, a l'escola i a altres llocs durant el curs acadèmic - observant interaccions socials entre lliçons, realitzant entrevistes amb infants, pares, professors i altres persones rellevants; i traçant interaccions fora de l'escola amb tecnologies de la xarxa per a revelar tant patrons d'ús com de qualitat i significat de tals interaccions mentre moldejen les oportunitats d'aprenentatge de la gent jove. The Class és part del MacArthur Foundation-funded.

## Implicació
Sonia Livingstone treballa amb una varietat d'altres equips d'invesitgació. Participa en les European COST network, Transforming Audiences, Transforming Societies, i dirigeix ECREA's (European Communication Research and Education Association) Children, Youth and Media group. També serveix al Executive Board of the UK's Council for Child Internet Safety, pel qual és la Evidence Champion. Ha servit al Department of Education's Ministerial Taskforce for Home Access to Technology for Children, el Home Secretary's Taskforce for Child Protection on the Internet and the boards of Voice of the Listener and Viewer i el Internet Watch Foundation. Ha assessorat Ofcom, el Departament d'Educació, Home Office, el Consell de Recerca Social i d'Economia, la BBC, Byron Review, UNICEF, ITU, OECD, el Parlament Europeu, i el Higher Education Funding Council for England. Del 2007 - 2008, va fer el paper de President of the International Communication Association, ha servit com a membre dels diferents comintès de les organitzacions en diverses ocasions i continua relacionan-se amb la ICA.
Sonia Livingstone va ser nomenada Officer of the Order of the British Empire (OBE) al 2014, als honors de cap d'any de la reina per als serveis amb infants i la seguretat a internet. Al juliol de 2018 va ser escollida com a Fellow of the British Academy (FBA).

## Premis i reconeixements
- Participant al Centre Berkman Klein per a Societat & Internet a la Universitat Harvard (2013-2014).[4]
- Sonia Livingstone va rebre el 2014 el títol d'Oficial de l'Imperi Britànic (OBE) pels seus serveis a la infància ia la seguretat de la infància a Internet.[5]
- Doctora Honoris Causa per la Universitat del País Basc el 2017.